# Dnevne vertikalne migracije
Svako od pokretljivih i ponekih nepokretljivih (lebde u vodi ili zraku) živih bića je imalo, ili će imati u svome životu potrebu za imigracijom odnosno emigracijom. Migracija je pojam koji označava kretanje nekog organizma, bilo za hranu, financijsku egzistenciju (ljudi), zbog pronalaska bolje okoline za život, ili zbog vremenskih (ne)prilika. Postoji veliki broj vrsta migracija no možemo ih svrstati po načinu odnosno po trajanju. Postoje dvije glavne skupine to su: imigracija ili useljeništvo, i emigracija ili izbjeglištvo. Kao što ljudi migriraju kao i životinje i mikroorganizmi tako i neke biljke.

## Dnevne vertikalne migracije
Dnevne vertikalne migracije je način kretanja koji koriste neki organizama, kao što su Veslonošci; Copepoda, koji žive u oceanu i u jezerima. Migracija se događa kada se organizmi iz pelagijske zone tijekom noći kreću do mezopelagijske zone oceana ili hypolimnionske zone jezera tijekom dana. To je najveća migracija u svijetu u pogledu biomase. Postoje dva različita faktora za koje se zna da igraju ulogu u vertikalnoj migraciji, a to su endogeni i egzogeni faktori. Endogeni faktori potječu od samog organizma; spol, dob, biološki ritmovi, itd egzogeni faktori su okolišni čimbenici koji djeluju na organizam, kao što su svjetlost, gravitacija, kisik, temperature, interakcija grabežljivca i plijena. Postoje mnoge hipoteze u vezi razloga za dnevnu vertikalnu migraciju, a jedna od njih je zbog očuvanja energije iz razloga što organizam danju je u hladnoj zoni dok je u noću u toplijoj.
Razlikujemo 3 vrste dnevnih vertikalnih migracija.   
1. Noćne migracije- njih karakterizira jedan dnevni uspon koji obično počinje pri zalasku sunca jedan uspon iz gornjih slojeva koji se dešava blizu zalaska sunca.
2. Migracije u sumrak- karakterizira ih 2 uspona i 2 pada svaka 24h
3. Obrnuta migracija- karakterizira ju uspon prema površini preko dana i preko noći pad na maksimalnu dubinu.

Dnevne vertikalne migracije imaju nekoliko posljedica koje su biološki i ekološki važne, pošto sve jedinke neke vrste ne migriraju u jednako vrijeme i prema istim dubinama populacije će izgubiti neke jedinke i dobiti neke nove. Ova mješavina jedinki iz različitih vrsta populacija poboljšava genetičku mješovitost i veoma je važna u vrstama koje imaju ograničenu horizontalnu pokretljivost. Još jedan važan rezultat je taj da povećava i ubrzava transport organskog materijala koji je proizveden u eufotičkoj zoni prema dubljim zonama. 
Takve su migracije poznate u dinofita Gonyaulax polyedra i u različitih vrsta roda Dinophysis. Kad nema dovoljno dušikovih spojeva, vertikalna migracija prestaje. I snažna haloklina može zaustaviti vertikalne migracije flagelata. Dinoflagelat Prorocentrum minimum može uspješno migrirati kroz snažnu haloklinu, dok srodna vrsta P. micans nema takve sposobnosti. Termoklina može također biti prepreka vertikalnoj migraciji stanica mnogih vrsta.